# Clásica Club Deportivo Boyacá 2011
La 32ª edición de la Clásica Club Deportivo Boyacá, fue disputada desde el 13 al 15 de agosto de 2011.  Fue organizada por el Club Deportivo Boyacá y se corrieron las categorías Élite y Sub-23.
Esta clásica es una de las competencias más tradicionales del departamento de Boyacá, hace parte del calendario ciclístico nacional de Colombia.
Comenzó con la etapa Tunja-Sutamarchán-Tunja, al día siguiente se corrió la etapa Tunja-Moniquirá-Tunja y finalizó el 15 de agosto con una contrarreloj por la ciudad de Tunja.
El vencedor de la clasificación general fue Giovanni Báez, quién tomó el liderato de la prueba tras finalizar la 2ª etapa que ganara Edwin Parra. Fue seguido en el podio por Edwin Parra y su compañero de equipo Freddy Montaña. 

## Equipos participantes
Fueron en total 10 equipos los que tomaron parte de la carrera: 1 de categoría Profesional Continental y 1 de categoría Continental (que a pesar de ser equipos profesionales pudieron disputar la carrera al ser del mismo país que ésta); más 8 amateurs:
- Colombia es Pasión-Café de Colombia
- EPM-UNE
- Boyacá Orgullo de América
- Gobernación de Boyacá-Alcaldía de Paipa
- EBSA
- Policía Nacional
- Mineralex
- Elegant House
- Formesan
- Lotería de Boyacá

## Etapas
| Etapa | Fecha        | Recorrido               | Km     | Ganador        | Líder          |
| 1     | 13 de agosto | Tunja-Sutamarchán-Tunja | 150    | Esteban Chaves | Esteban Chaves |
| 2     | 14 de agosto | Tunja-Moniquirá-Tunja   | 140    | Edwin Parra    | Giovanni Báez  |
| 3     | 15 de agosto | Circuito en Tunja       | 14 CRI | Giovanni Báez  | Giovanni Báez  |

## Clasificación general final
| Posición | Ciclista        | Equipo                                  | Tiempo   |
| -------- | --------------- | --------------------------------------- | -------- |
|          | Giovanni Báez   | EPM-UNE                                 |          |
| 2        | Edwin Parra     | Boyacá Orgullo de América               | + 46"    |
| 3        | Freddy Montaña  | Boyacá Orgullo de América               | + 1' 17" |
| 4        | Flober Peña     | Gobernación de Boyacá-Alcaldía de Paipa | + 1' 37" |
| 5        | Víctor Niño     | EBSA                                    | + 1' 42" |
| 6        | Javier González | EPM-UNE                                 | + 2' 06" |
| 7        | Santiago Ojeda  | Gobernación de Boyacá-Alcaldía de Paipa | + 2' 14" |
| 8        | Iván Casas      | Boyacá Orgullo de América               | + 3' 01" |
| 9        | Esteban Chaves  | Colombia es Pasión                      | + 5' 50" |
| 10       | Mauricio Neisa  | Boyacá Orgullo de América               | + 8' 02" |

## Evolución de las clasificaciones[4][5]
| Etapa (Vencedor)          | Clasificación general | Clasificación metas volantes | Clasificación de la montaña | Clasificación de los jóvenes |
| ------------------------- | --------------------- | ---------------------------- | --------------------------- | ---------------------------- |
| 1ª etapa (Esteban Chaves) | Esteban Chaves        | Jairo Pérez                  | Freddy Montaña              | Esteban Chaves               |
| 2ª etapa (Edwin Parra)    | Giovanni Báez         | Jairo Pérez                  | Freddy Montaña              | Esteban Chaves               |
| 3ª etapa (Giovanni Báez)  | Giovanni Báez         | Jairo Pérez                  | Freddy Montaña              | Esteban Chaves               |
| Final                     | Giovanni Báez         | Jairo Pérez                  | Freddy Montaña              | Esteban Chaves               |